# Intel HD Graphics
HD Graphics wird von Intel als Überbegriff für eine Reihe der in die CPU integrierten Grafikprozessoren verwendet. Damit ist HD Graphics der Nachfolger der Intel GMA, die in Chipsätze integriert wurde. Während die Grafikeinheiten der Core-i-Serie durch verschiedene Modellnummern unterschieden wird, werden bei Pentium- und Celeron-Modellen nur „HD Graphics“ als Namen verwendet.

## Modelle

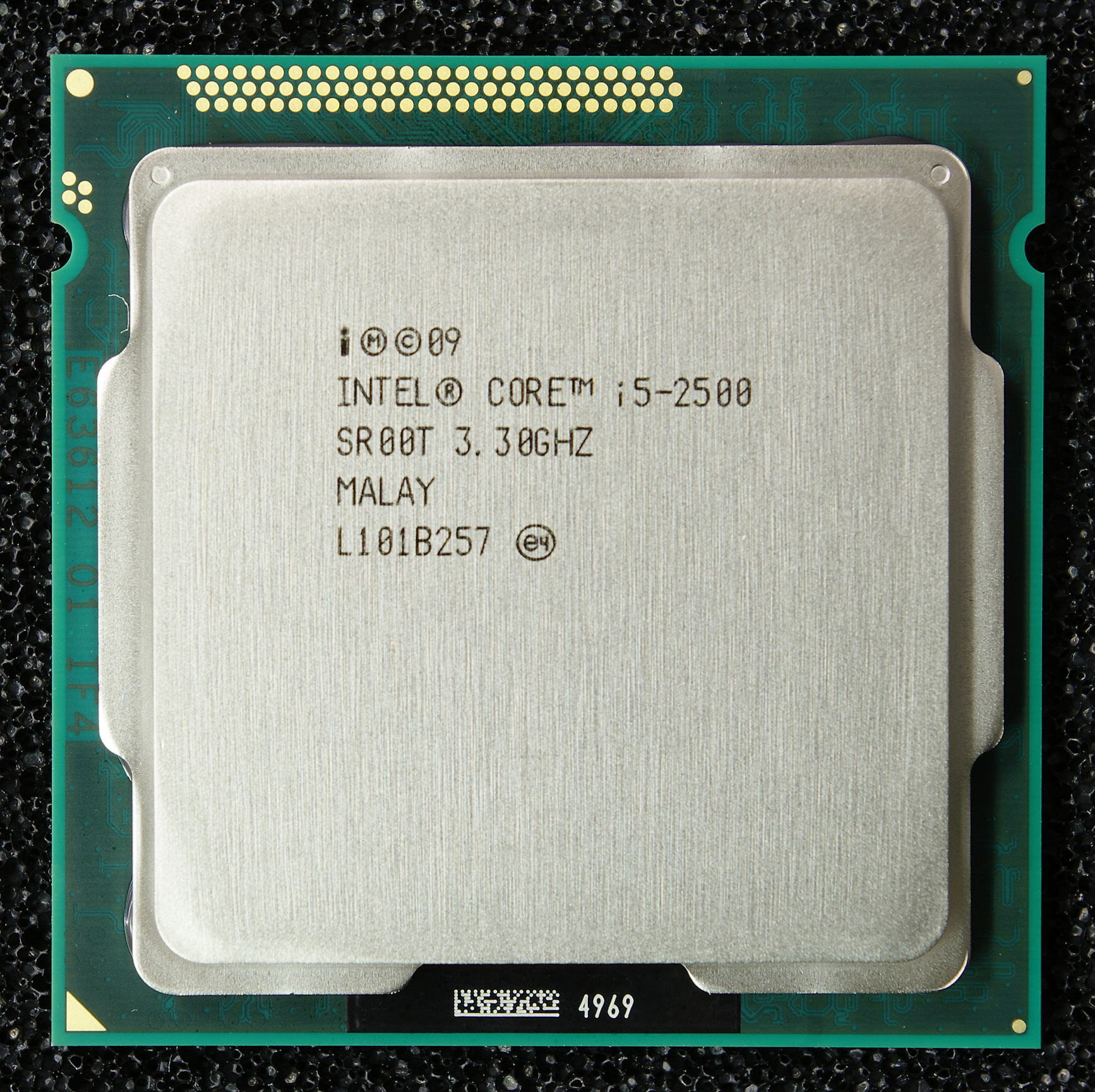
CPU Core-i5-2500 mit eingebauter GPU HD 2000

Mit jeder Prozessorgeneration wird eine neue Grafikgeneration in den Prozessor integriert.

### Westmere
1. Core-Generation mit 5. Grafikgeneration: Im Januar 2010, Clarkdale und Arrandale-Prozessoren mit Ironlake-Grafik wurden vorgestellt, und vermarktet als Celeron, Pentium, oder Core mit HD-Grafik:
| Name        | Shader-Einheiten    | GFLOPS@Taktfrequenz    | Bemerkungen |
| ----------- | ------------------- | ---------------------- | ----------- |
| HD Graphics | 12 Shader-Einheiten | 0043,2 GFLOPS0@900 MHz |             |

### Sandy Bridge
2. Core-Generation mit 6. Grafikgeneration: Im Januar 2011 wurden die Sandy-Bridge-Prozessoren vorgestellt mit der „2. Generation“ HD Graphics:
| Name             | Shader-Einheiten                                | GFLOPS@Taktfrequenz     | Bemerkungen              |
| ---------------- | ----------------------------------------------- | ----------------------- | ------------------------ |
| HD Graphics      | 06 Shader-Einheiten                             | 0096,0 GFLOPS@1000 MHz  | für Celeron- und Pentium |
| HD Graphics 2000 | 06 Shader-Einheiten und zusätzlichen Funktionen | 00129,6 GFLOPS@1350 MHz | ab Core i3               |
| HD Graphics 3000 | 12 Shader-Einheiten und zusätzlichen Funktionen | 0259,2 GFLOPS@1350 MHz  | ab Core i3               |

Mit Sandy Bridge integrierte Intel erstmals die GPU mit der CPU auf dem gleichen Halbleiter-Chip. Die GPU unterstützt DirectX 10.1 und kann ihre Taktrate je nach Auslastung dynamisch anpassen („Turbotakt“). Im Vollausbau wurde die integrierte GPU unter der Bezeichnung HD3000 verkauft und hatte dabei 12 Shader-Einheiten. Mit nur 6 aktiven Shader-Einheiten wurde die integrierte GPU als HD2000 bezeichnet. Zusätzlich variiert die Taktrate der integrierten GPU je nach Prozessormodell, womit sich die Leistung der GPU verändert, dies ändert jedoch die Bezeichnung der integrierten GPU nicht.
Wurden weitere Funktionen der integrierten GPU deaktiviert, so wurde die integrierte GPU nur noch als HD Graphics ohne jegliche Modellnummer deklariert, auf diese Weise abgespeckte GPU befindet sich in Pentium- und Celeron-Modellen. Zu den deaktivierten Funktionen zählen Intels Quick Sync, das für schnelles Encodieren von Videos mit bestimmten Codecs eingesetzt werden kann. Auch die Decodierfunktionen wurden eingeschränkt, so dass die Clear Video HD- und InTru-3D-Technologie nicht zur Verfügung stehen.

### Ivy Bridge
3. Core-Generation mit 7. Grafikgeneration: Am 24. April 2012 wurde die Serie Ivy Bridge vorgestellt mit der „3. Generation“ von Intel HD Graphics:
| Name             | Shader-Einheiten                                | GFLOPS@Taktfrequenz    | Bemerkungen              |
| ---------------- | ----------------------------------------------- | ---------------------- | ------------------------ |
| HD Graphics      | 06 Shader-Einheiten                             |                        | für Celeron- und Pentium |
| HD Graphics 2500 | 06 Shader-Einheiten und zusätzlichen Funktionen | 0110,4 GFLOPS@1150 MHz | ab Core i3               |
| HD Graphics 4000 | 16 Shader-Einheiten und zusätzlichen Funktionen | 0332,8 GFLOPS@1300 MHz | ab Core i3               |

Mit Ivy-Bridge führte Intel erstmals eine integrierte GPU ein, die neben DirectX 11 auch OpenCL und mit den neusten Treibern auch OpenGL 4.0 unterstützt. Im Vollausbau wird die integrierte GPU unter der Bezeichnung „HD4000“ verkauft und hat 16 Shader-Einheiten, die mit nur 6 aktiven Shader-Einheiten ausgestatteten Varianten tragen die Bezeichnung HD2500.
In den leistungsstärksten Ivy-Bridge-CPUs, in denen die Taktrate der HD4000-GPU am höchsten ist, kann sie teilweise schneller sein als einige dedizierte mobile Grafikkarten, was aktuelle Benchmarks zeigen.
Wie alle Intel (System on a Chip)-Varianten kann auch die Intel HD 4000 direkt mit dem Cache des Hauptprozessors kommunizieren.
Für einige Low-Power-Mobile-CPUs ist das Video-Dekodieren limitiert, während keine Desktop-CPU diese Limitierung hat.

### Haswell

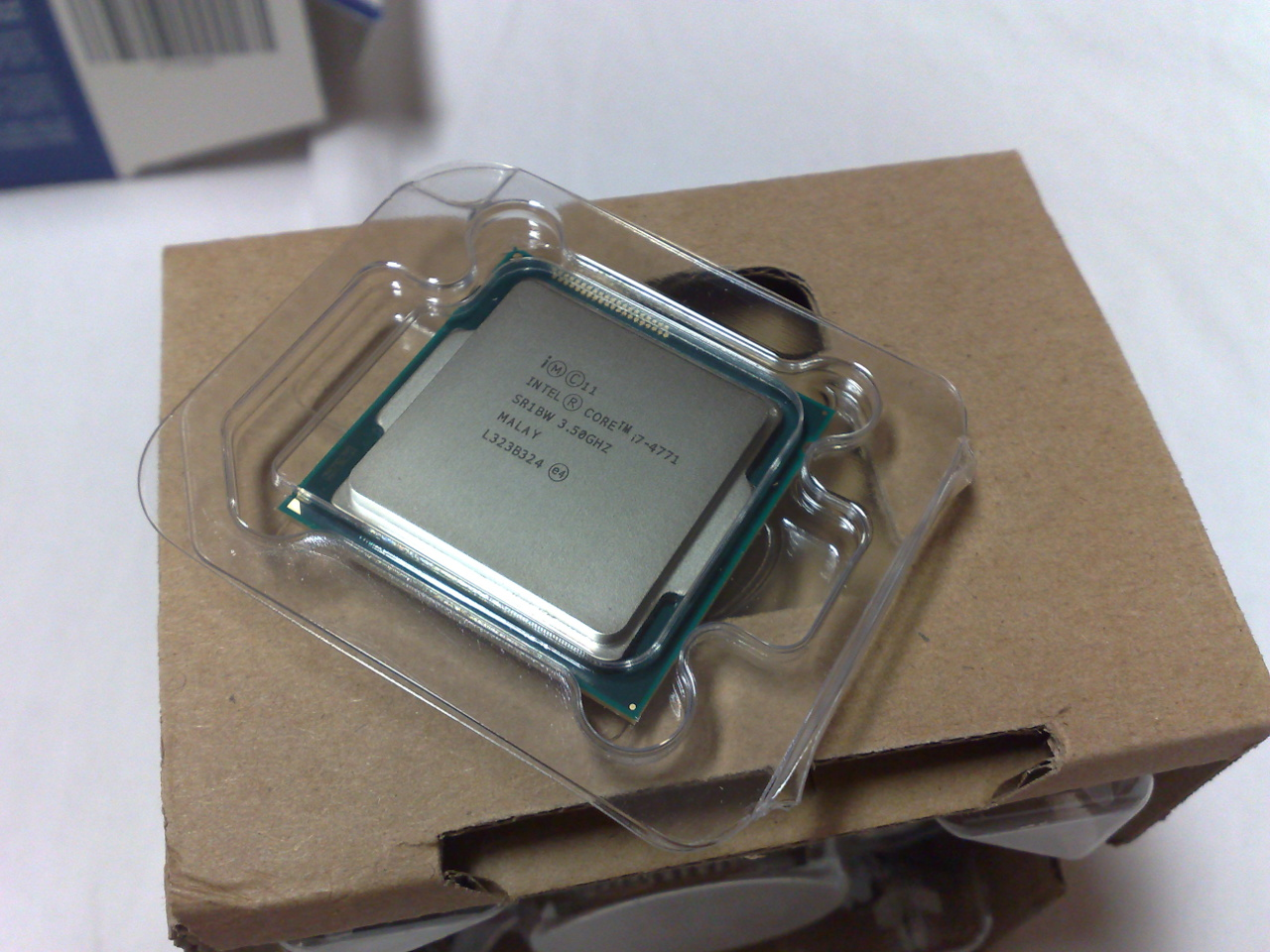
Intel Haswell i7-4771 CPU, mit integrierter HD Graphics 4600 (GT2)

4. Core-Generation mit 7½. Grafikgeneration:
Am 12. September 2012 wurde die Haswell-Architektur mit 4 unterschiedlichen integrierten GPU-Modellen vorgestellt:
| Name                                       | Shader-Einheiten          | GFLOPS@Taktfrequenz  | Bemerkungen                                                                                                   |
| ------------------------------------------ | ------------------------- | -------------------- | --- |
| HD Graphics                                | GT1e, 10 Shader-Einheiten | 0184 GFLOPS@1150 MHz | |
| HD Graphics 4200, 4400, 4600, P4600, P4700 | GT2e, 20 Shader-Einheiten | 0432 GFLOPS@1350 MHz | |
| HD Graphics 5000                           | GT3e, 40 Shader-Einheiten | 0704 GFLOPS@1100 MHz | doppelte Performance der HD4xxx-GPUs, in CPUs mit einer TDP von 15 W                                          |
| Iris Graphics 5100                         | GT3e, 40 Shader-Einheiten | 0832 GFLOPS@1300 MHz | entspricht der HD Graphics 5000 mit einem höheren Takt von 1300 statt 1100 MHz in CPUs mit einer TDP von 28 W |
| Iris Pro Graphics 5200                     | GT3e, 40 Shader-Einheiten | 0832 GFLOPS@1300 MHz | entspricht der HD Graphics 5000 mit zusätzlich 128 MB embedded DRAM (eDRAM) Cache                             |

Mit Einführung der Intel-Haswell-Mikroarchitektur wurde die Intel HD Graphics weiter überarbeitet. Sie unterstützt nun DirectX 11.1 und verfügt in der maximalen Ausbaustufe (Modelle „HD5000“ bis „Iris 6100“) über 40 Shader-Einheiten. Die mit dem Zusatz „Iris Pro“ bezeichneten GPUs verfügen zudem über einen eigenen Cache mit einer Größe von 128 MB, durch den sich die Performance nochmals deutlich erhöht und bei dem Modell Iris Pro 5200 nur noch rund 15 % hinter der Leistung mobiler Mittelklassegrafikchips wie der Geforce GT650M (in der Version mit DDR3-RAM) liegt. Die kleineren Ausbaustufen mit 20 Shader-Einheiten tragen die Bezeichnungen „HD4200“, „HD4400“ sowie „HD4600“.
Auch der interne Videodecoder (genannt Multi Format Codec Engine (MFX)) wurde kräftig überarbeitet, so dass er nun sogar drei parallele 4K-Videos dekodieren kann.

### Broadwell
5. Core-Generation mit 8. Grafikgeneration: Im November 2013 wurden Broadwell-K-Desktop-Prozessoren vorgestellt mit Iris Pro Grafik. Weitere Einzelheiten siehe.
Die folgenden integrierten GPU-Modelle wurden vorgestellt für Broadwell Prozessoren:
| Name                   | Shader-Einheiten          | GFLOPS@Taktfrequenz    | Bemerkungen         |
| ---------------------- | ------------------------- | ---------------------- | ------------------- |
| HD Graphics            | GT1e, 12 Shader-Einheiten | 0163,2 GFLOPS@0850 MHz |                     |
| HD Graphics 5300       | GT2e, 24 Shader-Einheiten | 0345,6 GFLOPS@0900 MHz |                     |
| HD Graphics 5500       | GT2e, 24 Shader-Einheiten | 0364,8 GFLOPS@0950 MHz |                     |
| HD Graphics 5600       | GT2e, 24 Shader-Einheiten | 0403,2 GFLOPS@1050 MHz |                     |
| HD Graphics 6000       | GT3e, 48 Shader-Einheiten | 0768,0 GFLOPS@1000 MHz |                     |
| Iris Graphics 6100     | GT3e, 48 Shader-Einheiten | 0844,8 GFLOPS@1100 MHz |                     |
| Iris Pro Graphics 6200 | GT3e, 48 Shader-Einheiten | 0883,2 GFLOPS@1150 MHz | bis zu 128 MB eDRAM |

Die folgenden integrierten GPUs sind in Intel Xeon E3 v4 Prozessoren:
| Name                    | Shader-Einheiten          | GFLOPS@Taktfrequenz   | Bemerkungen  |
| ----------------------- | ------------------------- | --------------------- | ------------ |
| HD Graphics P5700       | GT2e, 24 Shader-Einheiten | 384,0 GFLOPS@1000 MHz |              |
| Iris Pro Graphics P6300 | GT3e, 48 Shader-Einheiten | 883,2 GFLOPS@1150 MHz | 128 MB eDRAM |

### Airmont
Airmont kombiniert Atom-Kerne mit einer Broadwell-Grafik (8. Generation). Die Bezeichnungen lauten  HD Graphics, HD Graphics 400, und HD Graphics 405. Diese sind je CPU-Modell unterschiedlich getaktet.

### Skylake
6. Core-Generation mit 9. Grafikgeneration: Die Skylake-Prozessor-Linie verabschiedet den VGA-Support, um Multimonitor-Setups mit bis zu 3 Monitoren via HDMI 1.4, DisplayPort 1.2 oder Embedded DisplayPort (eDP) 1.3 zu ermöglichen.
Der Support für Windows 7 wurde von Microsoft bis auf das Jahr 2020 erweitert. Die folgenden integrierten GPUs sind für die Skylake-Prozessoren verfügbar:
| Name                  | Shader-Einheiten             | GFLOPS@Taktfrequenz              | Bemerkungen                                                             |
| --------------------- | ---------------------------- | -------------------------------- | ----------------------------------------------------------------------- |
| HD Graphics 510       | GT1 mit 12 Shader-Einheiten  | bis zu 192 GFLOPS bei 1000 MHz   |                                                                         |
| HD Graphics 515       | GT2 mit 24 Shader-Einheiten  | bis zu 384 GFLOPS bei 1000 MHz   |                                                                         |
| HD Graphics 520       | GT2 mit 24 Shader-Einheiten  | bis zu 403,2 GFLOPS bei 1050 MHz |                                                                         |
| HD Graphics 530       | GT2 mit 24 Shader-Einheiten  | bis zu 441,6 GFLOPS bei 1150 MHz |                                                                         |
| Iris Graphics 540     | GT3e mit 48 Shader-Einheiten | bis zu 806,4 GFLOPS bei 1050 MHz | 64 MB eDRAM                                                             |
| Iris Graphics 550     | GT3e mit 48 Shader-Einheiten | bis zu 844,8 GFLOPS bei 1100 MHz | 64 MB eDRAM (entspricht der Iris Graphics 540 mit höherem Takt und TDP) |
| Iris Pro Graphics 580 | GT4e mit 72 Shader-Einheiten | bis zu 1152 GFLOPS bei 1000 MHz  | 64 oder 128 MB eDRAM                                                    |

Die folgenden integrierten GPUs sind in Intel Xeon E3 v5 Prozessoren:
| Name                   | Shader-Einheiten             | GFLOPS@Taktfrequenz              | Bemerkungen          |
| ---------------------- | ---------------------------- | -------------------------------- | -------------------- |
| HD Graphics P530       | GT2 mit 24 Shader-Einheiten  | bis zu 441,6 GFLOPS bei 1150 MHz |                      |
| Iris Pro Graphics P580 | GT4e mit 72 Shader-Einheiten | bis zu 1152 GFLOPS bei 1000 MHz  | 64 oder 128 MB eDRAM |

### Kaby-Lake
7. Core-Generation mit 9½. Grafikgeneration: Mit Kaby-Lake-CPUs lassen sich 4K-Videos in HEVC oder VP9 ohne nennenswerte CPU-Belastung abspielen. Das sorgt für leisere Lüfter und längere Laufzeiten beim Abspielen von Videos. Kaby-Lake-GPUs beherrschen zudem das Hardware-DRM PlayReady 3.0 SL3000, welches manche Anbieter wie Netflix für 4K-Streaming voraussetzen.
Dazu kommt die Unterstützung von Thunderbolt 3.
| Name                   | Shader-Einheiten             | GFLOPS@Taktfrequenz              | Bemerkungen                                                        |
| ---------------------- | ---------------------------- | -------------------------------- | ------------------------------------------------------------------ |
| HD Graphics 610        | GT1 mit 12 Shader-Einheiten  | bis zu 211,2 GFLOPS bei 1,10 GHz |                                                                    |
| HD Graphics 615        | GT2 mit 24 Shader-Einheiten  | bis zu 403,2 GFLOPS bei 1,05 GHz |                                                                    |
| HD Graphics 620        | GT2 mit 24 Shader-Einheiten  | bis zu 441,6 GFLOPS bei 1,15 GHz |                                                                    |
| HD Graphics 630        | GT2 mit 24 Shader-Einheiten  | bis zu 441,6 GFLOPS bei 1,15 GHz |                                                                    |
| Iris Plus Graphics 640 | GT3e mit 48 Shader-Einheiten | bis zu 844, GFLOPS bei 1,10 GHz  | 64 MB eDRAM                                                        |
| Iris Plus Graphics 650 | GT3e mit 48 Shader-Einheiten | bis zu 883,2 GFLOPS bei 1,15 GHz | 64 MB eDRAM (entspricht der 640 mit erhöhtem Takt und höherer TDP) |

Die folgenden integrierten GPUs sind in Intel Xeon E3 v6 Prozessoren:
| Name             | s Shader-Einheiten          | GFLOPS@Taktfrequenz | Bemerkungen |
| ---------------- | --------------------------- | ------------------- | ----------- |
| HD Graphics P630 | GT2 mit 24 Shader-Einheiten |                     |             |

In Kaby Lake Refresh wurden im Vorgriff auf die nächste Generation für UHD-Geräte neue Fähigkeiten realisiert: HDMI 2.0/HDCP 2.2 support.
| Markt    | Modell           | Klasse | Execution units | eDRAM (MB) | Base clock (MHz) | Boost clock (MHz) | GFLOPS      | Verwendet in                           |
| -------- | ---------------- | ------ | --------------- | ---------- | ---------------- | ----------------- | ----------- | -------------------------------------- |
| Consumer | UHD Graphics 620 | GT2    | 24              | –          | 300              | 1100-1150         | 422,4-441,6 | i5-8250U, i5-8350U, i7-8550U, i7-8650U |

### Coffee Lake
Nach Kaby Lake kommen nach dem jetzigen Intel-Plan Coffee Lake in 14nm++. Die 8. Core Generation und 10. Grafikgeneration startet Herbst 2017 in den weiteren Chips für stärkere Notebooks und Desktops nach dem Kaby Lake Refresh in UHD-Notebooks.

### Whiskey Lake / Amber Lake
Wegen Problemen in den neuen Techniken zu 10 nm (2019 nun Zieldatum) wird nun eine weitere optimierte Generation mit 14 nm+++ eingeschoben. GT1, GT2 und GT3 sind dabei weiterhin im Programm.

### Comet Lake
Eine weitere 14-nm-Generation.

### Cannon Lake
Nach Kaby Lake kamen Coffee Lake bereits Mitte 2017 in 14 nm++ und Cannon Lake als 10-nm-Shrink. Eine neue Architektur stand erst danach wieder auf Intels Roadmap: Ice Lake (10 nm). Cannon Lake wurde auf 2019 in der Massenproduktion verschoben. Es werden nur einige wenige Prozessoren mit ausreichender Ausbeute vermutlich im Herbst 2018 erscheinen.

### Ice Lake
Ende 2019 ist Icelake erschienen. Die Treiberentwicklung wird weiterhin aktiv fortgeführt.

## Tabelle
Vulkan 1.0 wird ab Skylake unterstützt. Vulkan 1.1 wird ab Kaby Lake unterstützt. Seit Mitte 2017 steht auch OpenGL 4.5 mit Version 4729 oder höher zur Verfügung für HD500 und HD600. Der aktuelle Stand für Windows kann bei Intel nachgeschaut werden. OpenGL 4.6 wurde mit Mesa 19.3 komplettiert. Es fehlte vorher noch SPIR-V. Vulkan 1.1 steht ab Mesa 18.1 schon zur Verfügung. Mit Mesa 20.0 wird durch einen neuen Gallium3D-basierten Treiber für Intel-Grafik ab Generation 8 (Broadwell und neuer) OpenGL beschleunigt und Vulkan 1.2 ermöglicht, für die Generationen bis Haswell bleibt der bisherige Treiber i965.
| Intel Architektur       | Pentium Modell               | Celeron Modell                | Grafik Gene- ration | Modelle                                                                                             | Vulkan Version        | OpenGL Version | DirectX Version | HLSL Shader Modell | OpenCL Version                         |
| ----------------------- | ---------------------------- | ----------------------------- | ------------------- | --------------------------------------------------------------------------------------------------- | --------------------- | --- | --------------- | ------------------ | -------------------------------------- |
| Westmere                | (G/P)6000 und U5000          | P4000 und U3000               | 05                  | HD                                                                                                  | –                     | 2.1 | 10.0            | 4.0                | –                                      |
| Sandy Bridge            | (B)900, (G)800 und (G)600    | (B)800, (B)700, G500 und G400 | 06                  | HD 3000 and 2000                                                                                    | –                     | 3.1 (Linux Mesa 10.4: 3.3+) | 10.1            | 4.1                | –                                      |
| Ivy Bridge              | (G)2000 und A1018            | G1600, 1000 und 900           | 07                  | HD 4000 und 2500                                                                                    | 1.0                   | 4.0 (Version 4885: 4.1, 4.2 nahezu komplett, 4.3 zur Hälfte), Linux Mesa 10.1: 3.3+, 17.1: 4.2+ 19.3: 85% von 4.3 bis 4.6 (mesamatrix) | 11.0            | 5.0                | 1.2                                    |
| Silvermont              | J2000, N3500 und A1020       | J1000 und N2000               | 07                  | HD Graphics (Bay Trail)                                                                             | 1.0                   | 4.0 (Linux Mesa 10.1: 3.3+, 17.1: 4.2+)                                                                                                | 11.0            | 5.0                | 1.2                                    |
| Haswell                 | (G)3000                      | G1800 und 2000                | 07½                 | HD 5000, 4600, 4400 und 4200; Iris 5200 und 5100                                                    | 1.0                   | 4.3 (Linux Mesa 10.1: 3.3+, 17.0: 4.5+, 19.3: 4.6+)                                                                                    | 11.1            | 5.0                | 1.2                                    |
| Broadwell               | 3800                         | 3700 und 3200                 | 08                  | Iris Pro 6200 and P6300, Iris 6100 and HD 6000, P5700, 5600, 5500, 5300 and HD Graphics (Broadwell) | 1.2 (Linux Mesa 20.0) | 4.4+ (Linux Mesa 10.4: 3.3+, 12: 4.2+, 13: 4.5+, 19.3: 4.6+)                                                                           | 11.2            | 5.0                | 1.2, 2.0, SDK 2017R2: 2.1, 3.0, (2.2?) |
| Airmont                 | N3700                        | N3000, N3050, N3150           | 08                  | HD Graphics (Braswell), based on Broadwell graphics                                                 | 1.2 (Linux Mesa 20.0) | 4.4+ (Linux Mesa 13: 4.5+, 19.3: 4.6+)                                                                                                 | 11.2            | 5.0                | 1.2, 2.0, SDK 2017R2: 2.1, 3.0, (2.2?) |
| Airmont                 | (J/N)3710                    | (J/N)3010, 3060, 3160         | 08                  | rebranded: HD Graphics 400, 405                                                                     | 1.2 (Linux Mesa 20.0) | 4.4+ (Linux Mesa 13: 4.5+, 19.3: 4.6+)                                                                                                 | 11.2            | 5.0                | 1.2, 2.0, SDK 2017R2: 2.1, 3.0, (2.2?) |
| Skylake                 | (G)4000                      | 3900 and 3800                 | 09                  | HD 510, 515, 520, 530 and 535; Iris 540 and 550; Iris Pro 580                                       | 1.2 (Linux Mesa 20.0) | 4.5+ (Linux Mesa 13: 4.5+, 19.3: 4.6+)                                                                                                 | 12              | 5.1                | 1.2, 2.0, SDK 2016R3: 2.1, 3.0, (2.2?) |
| Goldmont                |                              |                               | 09                  | HD Graphics                                                                                         | 1.2 (Linux Mesa 20.0) | 4.5+ (Linux Mesa 13: 4.5+, 19.3: 4.6+)                                                                                                 | 12              | 5.1                | 1.2, 2.0, SDK 2016R3: 2.1, 3.0, (2.2?) |
| Kaby Lake               | (G)4560, (G)4600 and (G)4620 | (G)3930 and (G)3950           | 09½                 | HD 610, 615, 620 and 630; Iris Plus 640 and 650                                                     | 1.2 (Linux Mesa 20.0) | 4.5+ (Linux Mesa 13: 4.5+, 19.3: 4.6+)                                                                                                 | 12              | 5.1                | 1.2, 2.0, SDK 2016R3: 2.1, 3.0, (2.2?) |
| Coffee Lake/ Cannonlake | Gold G5400, G5500, G5600     | G4900, G4920                  | 10                  | UHD 610, 630                                                                                        | 1.2 (Linux Mesa 20.0) | 4.5+ (Linux Mesa 17.2: 4.5+, 19.3: 4.6+)                                                                                               | 12              | 5.1                | 1.2, 2.1, 3.0, (2.2?)                  |

Für Linux ist OpenGL 4.5 mit Mesa 13.0 ab Broadwell verfügbar. Für Windows ist mit einer der nächsten Versionen diese Unterstützung von Intel zu erwarten. OpenGL 4.6 ist mit Mesa 19.3 ab Haswell verfügbar. Mit Version 20.0 wechselt der Treiber in Mesa ab Broadwell von i965 zum neuen Iris Gallium 3D. Laut Khronos.org ist OpenCL 2.1 und 2.2 für 2.0-fähige Hardware schon nur mit Treiber-Updates möglich. Hier wäre dies ab Broadwell.